# Sigrid Gurie
Sigrid Gurie (născută Sigrid Gurie Haukelid, n. 18 mai 1911, New York City, New York, SUA – d. 14 august 1969, Ciudad de México, Mexic) a fost o actriță de film norvegiano-americană de la sfârșitul anilor 1930 și începutul anilor 1940.

## Tinerețea
Gurie s-a născut în Brooklyn, New York. Tatăl ei era un inginer care a lucrat la Metroul din New York din 1902 până în 1912. Din moment ce Sigrid Gurie și fratele ei geamăn Knut Haukelid s-au născut în America, gemenii au avut dublă cetățenie norvegiană și americană. În 1914 familia s-a întors în Norvegia. Sigrid Gurie a crescut ulterior la Oslo și a fost educată în Norvegia, Suedia și Belgia. În 1935 Gurie s-a căsătorit cu Thomas Stewart din California; ea a intentat divorț în 1938. Fratele ei a devenit un cunoscut membru al mișcării norvegiene de rezistență în timpul celui de-al Doilea Război Mondial.

## Cariera
În 1936 Gurie a ajuns la Hollywood. Magnatul de film Sam Goldwyn ar fi fost, potrivit surselor, cel care a descoperit-o, promovând-o ca „noua Garbo” și poreclind-o „sirena fiordurilor”. Atunci când presa a descoperit că Gurie s-a născut în cartierul new-york-ez Flatbush, Goldwyn a pretins apoi că a făcut „cea mai mare farsă din istoria filmului”. Ea a interpretat-o pe Kokashin, fiica lui Kublai Khan, în The Adventures of Marco Polo (1938), și a avut interpretări merituoase în filme ca Algiers (1938), Three Faces West (1940) și Voice in the Wind (1944). Ea a jucat un rol minor în filmul norvegian clasic Kampen om tungtvannet (1948). Filmul a fost inspirat de cartea Skis Against the Atom, care a fost scrisă de fratele ei, Knut Haukelid, un cunoscut sabotor și membru al rezistenței norvegiene împotriva ocupației germane din cel de-al Doilea Război Mondial.
La sfârșitul anilor 1940 ea a urmat cursurile Institutului de Artă Kann, fondat la West Hollywood de artistul abstract Frederick I. Kann (1886-1965). A studiat pictura în ulei și portretistica. A realizat peisaje, portrete și schițe artistice în cerneală.
Din 1961 până în 1969 a trăit în San Miguel de Allende, Mexic, unde a continuat să picteze și a proiectat bijuterii pentru compania Royal Copenhagen din Danemarca. S-a internat într-un spital din Ciudad de México cu probleme recurente grave la rinichi, dar i s-a format un cheag de sânge care s-a extins la plămâni și a murit.

## Filmografie
| An   | Titlu                                                                                                 | Rol                  | Observații   |
| ---- | --- | -------------------- | ------------ |
| 1937 | The Road Back                                                                                         | soția soldatului     | nemenționată |
| 1938 | Algiers                                                                                               | Ines                 |              |
| 1938 | The Adventures of Marco Polo                                                                          | prințesa Kukachin    |              |
| 1939 | The Forgotten Woman                                                                                   | Anne Kennedy         |              |
| 1939 | Rio                                                                                                   | Irene Reynard        |              |
| 1940 | Three Faces West                                                                                      | Leni „Lenchen” Braun |              |
| 1940 | Dark Streets of Cairo                                                                                 | Ellen Stephens       |              |
| 1944 | Voice in the Wind                                                                                     | Marya                |              |
| 1944 | Enemy of Women                                                                                        | Magda Quandt         |              |
| 1948 | Kampen om tungtvannet (lansat pe plan internațional ca Operation Swallow: The Battle for Heavy Water) |                      |              |
| 1948 | Sword of the Avenger                                                                                  | Maria Louisa         |              |
| 1948 | Sofia                                                                                                 | Linda Carlsen        |              |
| 1950 | The Du Pont Story                                                                                     | Sophie du Pont       |              |

## Legături externe
- Sigrid Gurie la Internet Movie Database
- Sigrid Gurie la Allmovie
- Sigrid Gurie la TCM Movie Database
- Sigrid Gurie la Find a Grave